# Боговићи (Малинска-Дубашница)
Боговићи (хрв. Bogovići) су насељено место у општини Малинска-Дубашница, на острву Крк, Приморско-горанска жупанија, Хрватска.

## Историја
До територијалне реорганизације у Хрватској били су у саставу старе општине Крк.

## Становништво
У попису становништва из 2011. године, Боговићи су имали 317 становника.
| Број становника према пописима | Број становника према пописима | Број становника према пописима | Број становника према пописима | Број становника према пописима | Број становника према пописима | Број становника према пописима | Број становника према пописима | Број становника према пописима | Број становника према пописима | Број становника према пописима | Број становника према пописима | Број становника према пописима | Број становника према пописима | Број становника према пописима | Број становника према пописима |
| ------------------------------ | ------------------------------ | ------------------------------ | ------------------------------ | ------------------------------ | ------------------------------ | ------------------------------ | ------------------------------ | ------------------------------ | ------------------------------ | ------------------------------ | ------------------------------ | ------------------------------ | ------------------------------ | ------------------------------ | ------------------------------ |
| 1857                           | 1869                           | 1880                           | 1890                           | 1900                           | 1910                           | 1921                           | 1931                           | 1948                           | 1953                           | 1961                           | 1971                           | 1981                           | 1991                           | 2001                           | 2011                           |
| 160                            | 176                            | 210                            | 196                            | 211                            | 194                            | 183                            | 195                            | 144                            | 141                            | 137                            | 110                            | 107                            | 173                            | 163                            | 317                            |

Напомена: До 1971. исказивано под именом Боговић.